# Petra Wernicke
Petra Wernicke (* 2. März 1953 in Aschersleben; † 14. September 2017) war eine deutsche Politikerin (CDU). Sie war von 1990 bis 2011 Mitglied des Landtages von Sachsen-Anhalt und diente in verschiedenen Landesregierungen von Sachsen-Anhalt als Ministerin in mehreren Ministerien.

## Werdegang
Nach dem Abitur 1971 an einer Erweiterten Oberschule (EOS) absolvierte Petra Wernicke ein Studium der Landwirtschaft an der Martin-Luther-Universität Halle-Wittenberg, welches sie 1975 als Diplom-Agraringenieurin beendete. Anschließend war sie als Assistentin und später als Bereichsleiterin in einem Volkseigenen Gut tätig.
Petra Wernicke war verheiratet und hatte drei Kinder. Sie starb am 14. September 2017 im Alter von 64 Jahren an den Folgen einer Krebserkrankung.

## Politik
Petra Wernicke war seit 1978 Mitglied der DDR-Blockpartei DBD. Sie gehörte seit 1990 dem CDU-Landesvorstand von Sachsen-Anhalt an. Von 1990 bis 1998 war sie stellvertretende Landesvorsitzende.
Von 1990 bis 1991 gehörte Petra Wernicke dem Kreistag des Kreises Hettstedt und von 1999 bis 2002 dem Kreistag des Landkreises Mansfelder Land an.
Sie war von 1990 bis 2011 Mitglied des Landtages von Sachsen-Anhalt. Dabei kandidierte sie stets im Wahlkreis Hettstedt. Außer bei der Landtagswahl 1998 konnte Wernicke vier Mal den Wahlkreis gewinnen. Nachdem sie 2009 schon ein Ministeramt aus gesundheitlichen Gründen aufgegeben hatte, trat sie 2011 nicht mehr zur Landtagswahl an.
Von 1993 bis 1994 war sie im Kabinett Bergner Ministerin für Ernährung, Landwirtschaft und Forsten. Von 2002 bis 2006 im Kabinett Böhmer I sowie darauffolgend von 2006 bis 2009 im Kabinett Böhmer II war Wernicke Ministerin für Landwirtschaft und Umwelt.

## Öffentliche Ämter
Von 1984 bis 1990 war sie stellvertretende Bürgermeisterin ihres Wohnortes Walbeck. Seit 1995 war sie hier ehrenamtliche Bürgermeisterin.
Am 4. Juli 1991 wurde sie zunächst als Ministerin für Raumordnung, Städtebau und Wohnungswesen in die von Ministerpräsident Werner Münch geführte Landesregierung Sachsen-Anhalt im Kabinett Münch berufen.
Schon am 12. September 1991 wurde sie stattdessen zur Ministerin für Ernährung, Landwirtschaft und Forsten ernannt. In dieser Funktion gehörte sie auch der seit dem 15. Dezember 1993 von Christoph Bergner geleiteten Regierung an. Da die CDU-FDP-Koalition bei der Landtagswahl 1994 ihre Mehrheit verlor, schied sie am 21. Juli 1994 aus dem Amt.
Am 16. Mai 2002 wurde sie als Ministerin für Landwirtschaft und Umwelt in das von Wolfgang Böhmer geleitete Kabinett berufen. Am 12. Oktober 2009 trat Wernicke aus gesundheitlichen Gründen vom Ministeramt zurück.

## Auszeichnungen
Am 18. März 2009 wurde Petra Wernicke das Bundesverdienstkreuz am Bande durch Wolfgang Böhmer übergeben. Sie erhielt diese Auszeichnung für ihre Verdienste beim Aufbau demokratischer Strukturen in Sachsen-Anhalt.
Am 8. September 2017, eine Woche vor ihrem Tod, wurde Wernicke der Verdienstorden des Landes Sachsen-Anhalt verliehen. Mit dieser Auszeichnung wurde ihr Verdienst um den Aufbau demokratischer Strukturen in Sachsen-Anhalt und ihr Lebenswerk gewürdigt.